# Waffenhammer (Presseck)

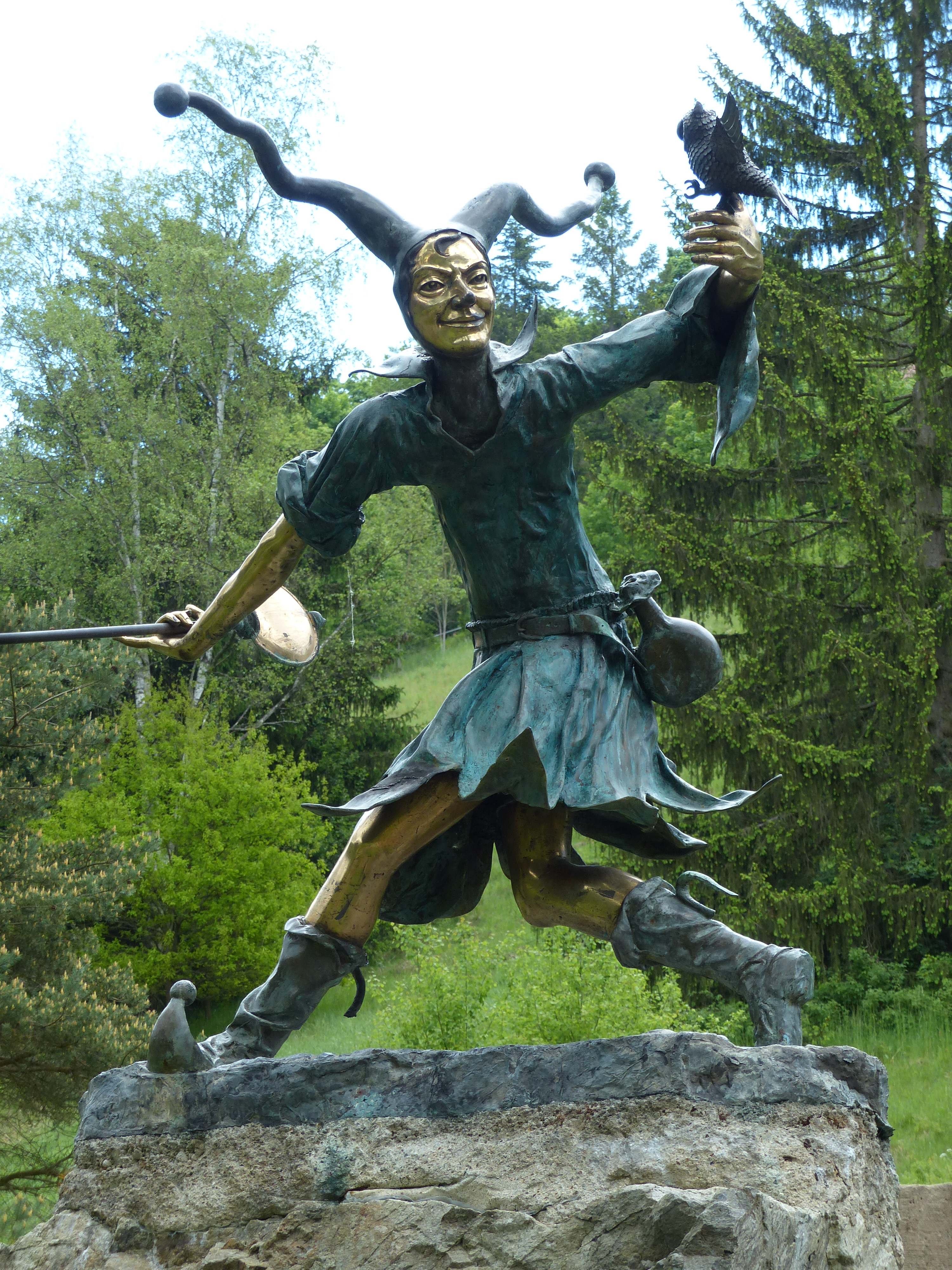
Eulenspiegelfigur am Ortseingang

Waffenhammer ist ein Gemeindeteil des Marktes Presseck im Landkreis Kulmbach (Oberfranken, Bayern). Waffenhammer liegt in der Gemarkung Wildenstein.

## Geografie
Die Einöde liegt im Tal der Unteren Steinach unmittelbar neben der Steinachklamm. Sie ist über einen Anliegerweg mit dem Nachbarort Wildenstein und über einen Wanderweg mit Neumühle verbunden.

## Geschichte
Als Waffenhammer, eine besondere Form des Hammerwerks, war das Anwesen seit dem 14. Jahrhundert den Herren von Wildenstein zugehörig.
Gegen Ende des 18. Jahrhunderts bestand Waffenhammer aus einem Anwesen. Die Herrschaft Wildenstein hatte das Hochgericht sowie die Grundherrschaft über das Anwesen.
Mit dem Gemeindeedikt wurde Waffenhammer dem 1808 gebildeten Steuerdistrikt Schwand und der im selben Jahr gebildeten Ruralgemeinde Schwand zugewiesen. 1818 wurde Waffenhammer dem Steuerdistrikt Presseck und der neu gebildeten Ruralgemeinde Wildenstein überwiesen. Am 1. Januar 1974 wurde Waffenhammer im Rahmen der Gebietsreform in Bayern in die Gemeinde Presseck eingegliedert.

### Baudenkmal
Das ehemalige Wohnstallhaus mit Satteldach steht unter Denkmalschutz. Das Anwesen diente als Gaststätte und war bis 2017 ein Till-Eulenspiegel-Museum. Gerhard Marek stellte 300 bis 400 Exponate rund um Till Eulenspiegel aus, viele Ausstellungsstücke waren aus Bronze gefertigt.

### Einwohnerentwicklung
| Jahr      | 001818 | 001861 | 001871 | 001885 | 001900 | 001925 | 001950 | 001961 | 001970 | 001987 |
| Einwohner |        | 9      | 12     | 15     | 14     | 11     | 6      | 6      | 3      | 0      |
| Häuser    | 1      |        |        | 2      | 2      | 1      | 1      | 1      |        | 1      |
| Quelle    | [ 7 ]  | [ 12 ] | [ 13 ] | [ 14 ] | [ 15 ] | [ 16 ] | [ 17 ] | [ 18 ] | [ 19 ] | [ 1 ]  |

## Religion
Waffenhammer ist seit der Reformation evangelisch-lutherisch geprägt und nach Heilige Dreifaltigkeit (Presseck) gepfarrt.